# Варданян, Агван Аршавирович
Агван Аршавирович Варданян (арм. Աղվան Վարդանյան; род. 7 октября 1958, Гемур, Нахичеванская АССР) — армянский общественный и государственный деятель.

## Биография
1977—1982 — филологический факультет Ереванского государственного университета.
1982—1987 — ответственный секретарь газеты «Еревани Амалсаран».
С 1987 — член Союз писателей Армении, а с 1992 — член Союза журналистов Армении.
1988—1989 — литературный сотрудник журналов «Гарун» и «Ашхар».
1989—1990 — корреспондент газеты «Айк». Премия Ленинского комсомола (Армения, 1989)
1990—1993 — секретарь Союз писателей Армении.
1991—1993 — главный редактор газеты «Еркир».
1993—1994 — корреспондент радио «Свобода».
1994—1996 — редактор газеты «Дрошак» (Афины).
1996—1999 — главный редактор информационного центра «Ереван».
1998 — руководитель пресс-службы предвыборного штаба кандидата в президенты Армении Роберта Кочаряна.
1999—2003 — был депутатом парламента. Член постоянной комиссии по внешним сношениям, затем по государственно-правовым вопросам. Член партии «АРФД».
2003—2008 — министр труда и социального обеспечения Армении.
6 мая 2012 года — избран депутатом НС по пропорциональной избирательной системе от партии «АРФД». Во время голосования за кандидатуру Никола Пашиняна, на должность премьер-министра Армении, 1 мая 2018 года Варданян проголосовал против Пашиняна, вопреки мнению своей фракции. Варданян объяснил это личными убеждениями. После этого он был исключён из партии Дашнакцутюн и сделал заявлении о сложении своего депутатского мандата.

## Награды
- Медаль признательности (30 декабря 2017 года)[3].
- Почётная грамота Совета МПА СНГ (27 марта 2017 года, Межпарламентская ассамблея СНГ) — за активное участие в деятельности Межпарламентской Ассамблеи и её органов, вклад в укрепление дружбы между народами государств — участников Содружества Независимых Государств[4].